# شترمرغ سومالی
شترمرغ سومالی (نام علمی: Struthio molybdophanes) نام یک گونه از تیره  شترمرغان است.
شترمرغ سومالی: (S. c. molybdophanes) در شمال شرقی کنیا، جنوب اتیوپی و سومالی. گردن و ران آن‌ها سربی‌رنگ است. برخلاف دیگر شترمرغ‌ها گله‌ای زندگی نمی‌کند بلکه بیشتر تنها یا جفتی دیده می‌شوند. در شمال شرق کنیا با شترمرغ ماسایی زیستگاه مشترکی دارند. برخی این شترمرغ را گونهٔ مجزایی محسوب می‌کنند.